# Miłachówek
Miłachówek [pronunciación en polaco: /miwaˈxuvɛk/] es un pueblo en el distrito administrativo de Gmina Topólka, dentro de Distrito de Radziejów, Voivodato de Cuyavia y Pomerania, en el norte de Polonia. Se encuentra aproximadamente 5 kilómetros al oeste de Topólka, 16 kilómetros al sudeste de Radziejów, y 57 kilómetros al sur de Toruń.